# Epipagis flavispila
Epipagis flavispila là một loài bướm đêm trong họ Crambidae.